# Remain in Light
Remain in Light är ett musikalbum av Talking Heads släppt 1980. Låtarna bygger på afrikanska funkiga rytmer och har ett särpräglat sound. Skivan är en vidareutveckling från det föregående albumet Fear of Music där gruppen började intressera sig för världsmusik. Skivan producerades av Brian Eno som även var med och skrev flera låtar.
David Byrne och Brian Eno har berättat att de lyssnade mycket på Fela Kutis album Afrodisiac vid tillkomsten av Remain in Light. Eno har kallat musiken en blandning av funk, punkrock och new wave. Musikaliskt är låtarna noterbara då de i flera fall inte är uppbyggda kring ackordbyten utan snarare pulserar som harmoniska vågor.
"Once in a Lifetime" och "Houses in Motion" släpptes som singlar. "Once in a Lifetime" blev en hitsingel i Storbritannien där den nådde plats 14 på singellistan. Den tog sig även in på amerikanska Billboard Hot 100-listan, men där med den blygsamma placeringen 91.
Dåtidens musikkritiker mottog skivan med mycket stor entusiasm. I 1980 års "Pazz & Jop"-lista över årets bästa album återfanns albumet som nummer 3 efter The Clashs London Calling och Bruce Springsteens The River. Magasinet Rolling Stone har listat albumet som #129 i listan The 500 Greatest Albums of All Time.

## Låtlista
Samtliga låtar skrivna av David Byrne, Brian Eno, Chris Frantz, Jerry Harrison och Tina Weymouth.
1. "Born Under Punches (The Heat Goes On)" - 5:46
2. "Crosseyed and Painless" - 4:45
3. "The Great Curve" - 6:26
4. "Once in a Lifetime" - 4:19
5. "Houses in Motion" - 4:30
6. "Seen and Not Seen" - 3:20
7. "Listening Wind" - 4:42
8. "The Overload" - 6:00

## Listplaceringar
| Lista (1980)   | Position                |
| -------------- | ----------------------- |
| Australien     | 25 (Kent Music Report)  |
| Finland        | 22                      |
| Frankrike      | 4                       |
| Island         | 4 (Vísir Vinsældalisti) |
| Nederländerna  | 22                      |
| Norge          | 26 (VG-lista)           |
| Nya Zeeland    | 8                       |
| Storbritannien | 21 (UK Albums Chart)    |
| Sverige        | 28 (Topplistan)         |
| USA            | 19 (Billboard 200)      |